# Липперт, Юлиус
Юлиус Липперт (нем. Julius Lippert; 12 апреля 1839, Броумов — 12 ноября 1909, Нове-Место, Цислейтания) — австрийский историк, педагог, культуролог и этнограф-эволюционист.

## Биография
Учился в гимназиях в Браунау и Праге, затем изучал философию, право и историю в Карловом университете.
В 1863—1868 годах работал учителем в средней школе в Литомержице; 1868—1874 годах был директором муниципальной средней школы в Ческе-Будеёвице; был одним из основателей немецкой ассоциации распространения знаний в Праге, для которой он написал несколько учебников по различным предметам.
В 1880-х годах он занялся политикой; в 1888 году был избран членом Рейхсрата, где был в числе руководства политической партии чешских немцев.
Занимался вопросами культуры, религии (происхождение которой рассматривал с позиций анимизма), истории семьи. Основой для всех форм культуры считал трудовую деятельность человека, полагая, что культурное развитие человеческого общества имеет общие закономерности и поэтому считал, что нет оснований отделять первобытную историю человечества от последующих периодов его развития. В то же время, он признавал, что различия в формах религии у разных народов могут быть вызваны различием их истории. Был известен как активный противник расизма.
Основные сочинения: «Der Seelenkult in seinen Beziehungen zur althebr. Religion» (Берлин, 1881), «Die Religionen d. europ. Kulturvölker, der Litauer, Slawen, Germanen, Griechen und Römer in ihrem geschichtlichen Ursprunge» (там же, 1881), «Christentum, Volksglaube und Volksbrauch» (там же, 1882), «Allgemeine Geschichte des Priestertums» (там же, 1883), «Die Geschichte der Familie» (Штутгард, 1884), «Kulturgeschichte der Menschheit in ihrem organischen Aufbau» (там же, 1886—1887; есть сокращённый русский перевод).